# Trent Beretta
Greg Marasciulo (né le 30 mars 1987 à Mount Sinai (New York)) est un catcheur (lutteur professionnel) américain. Il travaille actuellement à la All Elite Wrestling et la Ring of Honor, sous le nom de Trent Beretta.
Après avoir travaillé sur le circuit indépendant il signe en 2007 un contrat avec la World Wrestling Entertainment (WWE) et débute à la Florida Championship Wrestling, le club-école de cette fédération, sous le nom de Trent Barreta où il remporte avec Caylen Croft et Curt Hawkins le championnat par équipe de Floride de la FCW. Il fait ses premiers pas dans les émissions principales de la WWE en rejoignant l'ECW le 1er décembre 2009 avec Croft. Il a ensuite rejoint SmackDown puis NXT où il a été utilisé comme un jobber, c'est-à-dire qu'il a dû perdre ses matchs pour mettre en valeur ses adversaires. Il se fait renvoyer par la WWE en janvier 2013. Il a travaillé sur le circuit indépendant américain, principalement à la Pro Wrestling Guerrilla et à la Dragon Gate USA. Il lutte maintenant aux côtés de Chuck Taylor dans l'équipe Best Friends à la AEW.

## Carrière

### New York Wrestling Connection (2004-2007)
Marasciulo a commencé à s'entraîner à l'âge de 15 ans au sein de l'école de catch de la New York Wrestling Connection (NYWC). Il y fait ses débuts le 10 juillet 2004 sous le nom de Plazma où il perd face à Dan Barry. Le 28 janvier 2006, Plazma bat Matt Maverick pour remporter son premier titre, le NYWC Hi-Fi Championship dont il est le premier détenteur. Le 18 mars, il cède son titre à Mike Spinelli après sa défaite face à ce dernier avant de le récupérer le 20 mai dans un match revanche,. Son règne est de courte durée puisque le lendemain Jerry Lynn devient NYWC Hi-Fi Champion. Le 23 septembre il récupère pour la troisième fois ce titre après avoir vaincu Jerry Lynn. Son règne s'achève le 24 février 2007 à la suite de sa défaite face à Dan Barry.
Il commence alors à faire équipe avec Maverick pour vaincre les frères Angus (Danny et Billy), Dan Dynastie et Jamie Van Lemer dans un Triple threat Tag Team Match à élimination pour remporter le championnat par équipe de la NYWC le 21 juillet 2007. L'équipe conserve le titre à plusieurs reprises avant de le perdre face à MEGA et Prince Nana le 15 décembre. Dans la même soirée, il défait Quiet Storm pour remporter le championnat poids-lourds, mais le titre devient vacant après la signature de Marasciulo à la World Wrestling Entertainment dès le 26 février 2008.

### World Wreslting Entertainment (2007-2013)

#### Florida Championship Wrestling (2007-2009)
Il a été approché par la World Wrestling Entertainment (WWE) courant 2007 et il a participé à des enregistrements de SmackDown et Heat où il a lutté sous le nom de Greg Cardona. Ce nom de ring est un hommage à Matthew Cardona, connu à l'époque sous le nom de Bret Majors à la WWE qui a lui aussi fréquenté la New York Wrestling Connection. Il y a affronté Mark Henry, Snitsky et David Hart Smith,,. Il signe un contrat avec la WWE fin décembre 2007 et il est envoyé à la Florida Championship Wrestling (FCW) sous le nom de Greg Jackson. Sa première apparition à la FCW a lieu le 19 février 2008 où avec Brandon Groom ils participent au tournoi pour déterminer les futurs champions par équipe de la Floride de la FCW et ils se font éliminer dès le premier tour par Heath Miller et Steve Lewington. En septembre 2008 il change de nom de ring pour devenir Trent Barreta.
Début janvier 2009 il se travestit et porte un masque et sous le nom de The Girl from Mexico il tente de remporter le titre de Reine de la FCW. Il se fait éliminer au deuxième tour par Angela le 8 février. Il fait ensuite équipe avec Caylen Croft et ils remportent le championnat par équipe de Floride de la FCW le 31 mai dans un match à handicap face à Tyler Reks, un des champions par équipe avec Johnny Curtis à l'époque. Ils perdent le titre face à Justin Angel et Kris Logan le 9 août. Curt Hawkins se joint à Barreta et Croft. Le 13 décembre Hawkins et Croft battent les Rotundos (Bo et Duke Rotundo) et remportent le championnat par équipe de Floride de la FCW faisant de Barreta en tant que membre de leur équipe un champion par équipe,. Le 15 janvier 2010 il perd avec Caylen Croft le titre par équipe face à Brett DiBiase et Joe Hennig.

#### The Dudebusters (2009-2010)
Le duo Barreta-Croft débute le 1er décembre 2009 à la Extreme Championship Wrestling (ECW) où ils battent battent Bobby Fields et Tyler Hilton. Ils commencent une rivalité avec Goldust et Yoshi Tatsu qui se conclut par la victoire de ses derniers dans un match pour déterminer les challengers pour le championnat par équipe unifié de la WWE le 9 février 2010. Ils apparaissent la semaine suivante lors de la dernière émission de la ECW où ils interviennent lors du Abraham Washington Show et se font attaquer par Vladimir Kozlov.
Ils sont ensuite envoyés à SmackDown et perdent contre Cryme Tyme (JTG et Shad Gaspard) le 19 février. Le 28 mars à WrestleMania XXVI il participe à la bataille royale en ouverture de ce spectacle, ce match est remporté par Yoshi Tatsu. Avec Croft ils entament ensuite une brève rivalité avec la Hart Dynasty (Tyson Kid et David Hart Smith accompagné de Natalya) où ils n'arrivent pas à gagner le moindre match que ce soit le 1er avril à Superstars, le 9 avril à Smackdown ou encore le 29 avril à Superstars,,. Le 4 juin il participe à une bataille royale pour désigner le challenger pour le championnat du monde poids-louds de la WWE qui est remporté par Rey Mysterio. Début août ils comment une rivalité avec Curt Hawkins et Vance Archer où après avoir perdu à Superstars le 5 août ils remportent leur premier match depuis leur départ de l'ECW le 26 août à Superstars et ils obtiennent une deuxième victoire le 9 septembre,,. En novembre la WWE met fin au contrat de Croft ce qui met fin à leur équipe.

#### Carrière en solo (2010-2013)
Après le départ de Croft il a continué sa rivalité avec Curt Hawkins, ce dernier s'étant lui aussi retrouvé sans équipier car Vance Archer est lui aussi parti, à Superstars où il gagne le 18 novembre avant de perdre le 25 avant de finalement il défait son rival le 9 décembre,,. Il réapparaît à SmackDown le 31 décembre où il perd face à Drew McIntyre par décision de l'arbitre, Barreta étant K.O après avoir tenté une prise aérienne sur son adversaire qui était en dehors du ring. Après le match McIntyre lui a porté son Future Shock DDT. Il a eu sa revanche le 14 janvier 2011 où il a vaincu l'écossais et après le match McIntyre l'a attaqué en coulisse.
Il reprend ensuite sa rivalité avec Curt Hawkins à Superstars et ce dernier a trouvé un nouvel allié en la personne de Tyler Reks. Reks a vaincu Barreta le 27 janvier. Il s'allie à JTG et ensemble ils perdent perdent face à Hawkins et Reks la semaine suivante. Ils font équipe une dernière fois le 24 février où ils perdent face à Heath Slater et Justin Gabriel. Le 3 avril il a participé à une bataille royale à WrestleMania XXVII remporté par The Great Khali. Le 15 avril à Smackdown il participe à une autre bataille royale pour désigner le challenger pour le championnat du monde poids-lourds de la WWE remporté par Christian où est éliminé par le Big Show. Il affronte ensuite à plusieurs reprises Tyson Kid qui le bat à Superstars le 28 avril, le 12 mai puis enfin le 26 mai avant de remporter un match face à lui à NXT le 23 août,,,.
Par la suite il travaille exclusivement à NXT fait brièvement équipe avec Yoshi Tatsu pour défier à deux reprises Curt Hawkins et Tyler Reks et remportent leur match le 15 décembre avant de perdre le 18 janvier 2012,. En février il se blesse et est absent des rings pendant six mois,. Il fait son retour à NXT le 19 septembre où il remporte un match face à Johnny Curtis. Fin octobre il ccommence une brève rivalité avec Kassius Ohno où Barreta sort vainqueur du premier match le 24 octobre mais son adversaire reprend le dessus le 7 novembre,. Le 28 novembre il entame une autre rivalité avec Leo Kruger, ce dernier remporte le match les opposant ce soir là mais Barreta gagne par disqualification le match revanche le 16 janvier 2013 à la suite de l'intervention d'Ohno en faveur de Kruger,. Ce sera son dernier car quelques jours avant la diffusion de cette émission la WWE a annoncé qu'elle mettait fin à son contrat.
Fin juin 2013, il a accusé sur Twitter les entraîneurs de la NXT de l'avoir harcelé. Un autre catcheur fraîchement écarté de la WWE, Briley Pierce a corroboré sur ce réseau social ces allégations et d'autres catcheurs ont accusé Bill DeMott, l'entraîneur principal de la NXT, d'être le responsable de cela et d'avoir aussi des méthodes d'entraînement qui flirte avec les limites de harcèlement moral,. À la suite de cela aucune plainte n'a été déposée, la WWE a mené une enquête interne qui a blanchi DeMott de ces accusations le 8 juillet.

### Circuit indépendant (2013-2017)
Dès le 18 janvier 2013 Barreta apparaît sur la scène indépendante en participant à Calgary à Resurrection un spectacle organisé par la Hart Legacy Wrestling où il a fait équipe avec Brian Cage dans un Fatal four-way Tag team match à élimination remporté par El Generico et Samuray del Sol et plus tard il a perdu un autre match par équipe qui a opposé l'équipe de Teddy Hart (Teddy Hart, Brian Cage, Camikaze, Flip Kendrick et Pete Wilson) à l'équipe de Konnan (Davey Boy Smith Jr, El Generico, Jack Evans, Samuray del Sol et Trent Barreta).
Le 9 février il a participé à un spectacle de la Florida Underground Wrestling (FUW) où il a eu un match pour le championnat poids-lourds face à Michael Tarver qu'il a perdu. Le 22 février il a participé à un tournoi pour désigner le premier champion du monde de la Next Generation Wrestling, une fédération de l'Alberta, où il participe à un Fatal four-way match à élimination face à Brian Cage, Davey Boy Smith Jr et Kevin Nash où Smith Jr et Nash ont assuré leur place pour la finale du tournoi remporté par John Morrison. Le lendemain il est retourné pour la première fois à la New York Wrestling Connection (NYWC) où il a participé à un match pour le NYWC Fusion Championship remporté par Anthony Nese,.
Il participe à des spectacles de la Pro Wrestling Guerrilla (PWG), une fédération californienne, où il perd le 22 mars face à Paul London puis le lendemain face à Roderick Strong,. Il participe avec Chuck Taylor à DDT4 2014, un tournoi par équipe de la PWG le 31 janvier 2014 qu'ils remportent,.
En mars 2014, il part en tournée en Europe où il participe au tournoi 16 Carat Gold Tournament organisé par la westside Xtreme wrestling (de) (wXw) où Adam Cole l'élimine au premier tour le 14 mars. Le lendemain, il fait équipe avec Matt Striker le championnat du monde par équipe de la wXw face à Axel Dieter Jr. et Da Mack qu'ils perdent le 16 mars face à ces derniers,.

### Dragon Gate USA-EVOLVE et Full Impact Pro (2013-2017)
Il débute à la Dragon Gate USA (DGUSA) le 6 avril 2013 sous le nom de ring de Trent? lors de Open the Ultimate Gate 2013 où il bat Jon Davis par disqualification. Il commence alors une rivalité avec ce dernier qui est champion poids-lourds de la Full Impact Pro (FIP), une fédération de Floride partenaire de la DGUSA, et le 5 juillet il affronte Davis pour le titre et remporte le match par disqualification après que Davis a attaqué l'arbitre et obtient finalement ce titre le 9 août,. Entre-temps il est retourné à la DGUSA où le 28 juillet à Enter The Dragon 2013 il a eu un match pour le championnat de l'EVOLVE face à AR Fox qu'il a perdu. Il défend avec succès son championnat poids-lourds de la FIP le 11 octobre face à Rich Swann ainsi que le 6 décembre face à Lince Dorado,.
À EVOLVE 25 le 10 janvier 2014 il conserve son titre face à Tony Nese. Le 22 février il a un match pour le Open The Freedom Gate Championship, le championnat majeur de la DGUSA qu'il perd face à Johnny Gargano. Sa participation à un match pour ce championnat majeur confirme une déclaration de Gabe Sapolski, le booker de la DGUSA qui a fait quelques jours avant ce spectacle l'éloge de Barreta en disant : « Il est une superstar… Laissez-le 20 minutes face à n'importe qui et il vous fait un match qui pourrait prétendre à être élu match de l'année ». Au lendemain de ce match de championnat il fait équipe avec Anthony Nese et ensemble ils remportent un match face à Rich Swann et Shane Strickland et plus tard dans la soirée il intervient après que Chris Hero a remporté le championnat de l'EVOLVE en l'attaquant avec Nese. Cette rivalité a amené Barreta à affronter Hero pour le titre à EVOLVE 28 le 3 avril et ce soir là Hero conserve son titre malgré l'intervention en sa défaveur de Tony Nese, Caleb Konley et de Mr. A. Le lendemain il conserve son titre lors de Wrestling Odissey face à Lince Dorado et le même jour à Open The Ultimate Gate il bat Low-Ki qui revenait sur un ring depuis l'annonce de sa retraite fin 2013,. Le 2 mai il conserve son titre face à Trevor Lee ainsi que le lendemain à la suite de sa victoire par disqualification face à Roderick Strong,.

### New Japan Pro Wrestling (2013-2019)

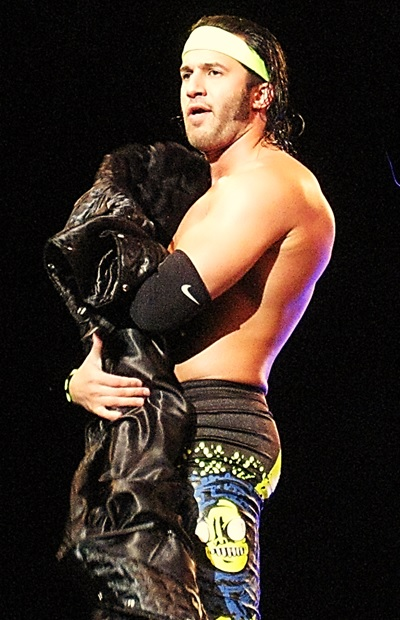
Baretta en 2015 à la NJPW.

Le 8 mai la New Japan Pro Wrestling annonce que Greg Marasciulo (qui utilisera le nom de ring de Beretta) va participer à Best of the Super Junior XX un tournoi organisé sur plusieurs jours du 24 mai au 9 juin. Le 22 mai en ouverture du tournoi il participe à un match en équipe avec Titán, un catcheur mexicain, et ensemble ils remportent un match face à BUSHI et Hiromu Takahashi. Lors de la phase de poule de ce tournoi il remporte trois de ses huit matchs et finit septième sur les neuf catcheurs de son groupe. Le 9 juin il fait équipe avec Alex Koslov, Rocky Romero, Ricochet et Brian Kendrick où ils perdent face à BUSHI, Jushin Thunder Liger, KUSHIDA, Tiger Mask et Titán le jour de la finale du tournoi.
Il prend part avec Brian Kendrick à Road to Power Struggle, un tournoi mettant en avant les matchs de catch par équipe organisé du 25 octobre au 6 novembre. Le premier jour de ce tournoi ils perdent face aux Young Bucks (Nick et Matt Jackson) mais font néanmoins bonne impression. Le 16 mars, 2015, la NJPW annonce que Baretta sera de retour à la fédération en équipe avec Rocky Romero sous le nom de Roppongi Vice.
Lors d'Invasion Attack 2015, lui et Rocky Romero battent The Young Bucks et remportent les IWGP Junior Heavyweight Tag Team Championship. Lors de Wrestling Dontaku 2015, ils perdent les titres contre The Young Bucks dans un Three Way Tag Team match qui comprenaient également reDRagon (Kyle O'Reilly & Bobby Fish). Lors d'Invasion Attack 2016, ils battent Matt Sydal et Ricochet et remportent les IWGP Junior Heavyweight Tag Team Championship pour la deuxième fois. Lors de Wrestling Dontaku 2016, ils perdent les titres contre Matt Sydal et Ricochet. Ils participent ensuite au Super Jr. Tag Tournament 2016, où ils battent Ángel de Oro et Titan lors du premier tour, Fuego et Ryusuke Taguchi lors du second tour, et ACH et Taiji Ishimori en finale pour remporter le tournoi lors de Power Struggle 2016. Lors de Wrestle Kingdom 11, ils battent The Young Bucks et remportent les IWGP Junior Heavyweight Tag Team Championship pour la troisième fois. Lors de The New Beginning in Sapporo, ils conservent leur titres contre Suzuki-gun (Taichi et Taka Michinoku). Lors de NJPW 45th anniversary show, ils perdent les titres contre Suzuki-gun (Taichi et Yoshinobu Kanemaru). Le 27 avril, ils battent Suzuki-gun (Taichi et Yoshinobu Kanemaru) et remportent les IWGP Junior Heavyweight Tag Team Championship pour la quatrième fois.
Lors de Power Struggle 2017, il perd contre Kenny Omega et ne remporte pas le IWGP United States Heavyweight Championship.
Lors de Wrestle Kingdom 12, lui, Toru Yano et Tomohiro Ishii battent Bullet Club (Bad Luck Fale, Tama Tonga et Tanga Loa), Michael Elgin et War Machine (Hanson et Raymond Rowe), Suzuki-gun (Taichi, Takashi Iizuka et Zack Sabre, Jr.) et Taguchi Japan (Juice Robinson, Ryusuke Taguchi et Togi Makabe) dans un Gauntlet match et remportent les NEVER Openweight 6-Man Tag Team Championship.
Le 5 septembre 2018 lors du premier jour de Road to Destruction, Ospreay, Beretta et Chucky T battent les Golden☆Lovers & Chase Owens. Le 15 septembre lors de Destruction in Hiroshima, Ospreay, Beretta et Chuckie T gagnent contre Kōta Ibushi, Yujiro Takahashi et Chase Owens.

### Total Nonstop Action Wrestling (2013-2014)
Il débute à la Total Nonstop Action Wrestling (TNA) le 18 juillet 2013 à Destination X, il gagne sous le nom de Greg Marasciulo un Three Way match pour se qualifier pour l'Ultimate X match dont l'enjeu est le championnat de la divion X de la TNA diffusé la semaine suivante face à Sonjay Dutt et Manik remporté par ce dernier,.
Il revient le 12 avril 2014 lors de l'enregistrement de One Night Only: Xtravaganza sous le nom de ring d'Ace Vedder où il remporte un match face à Manik qui le qualifie pour l'Ultimate X match qui est le match principal de la soirée et dont l'enjeu est un match pour le championnat de la division X. Ce match qui l'a opposé à Rashad Cameron, Sonjay Dutt et Low Ki est remporté par ce dernier.

### Ring of Honor (2015-2019)

#### Débuts et Roppongi Vice (2015-...)
Le 1er mars, au cours 13th Anniversary Show, Rocky Romero annonce qu'il fera équipe avec Baretta sous le nom de Roppongi Vice. Le 13 mars, ils battent The Decade pour leurs débuts en équipe et obtiennent un match de championnat pour les ceintres par équipe le lendemain contre les reDRagon, match qu'ils perdent. Le 15 mai, à Global Wars 2015, ils perdent contre The Decade et The Addiction, match remporté par ces derniers. Le lendemain, ils perdent avec Kazuchika Okada contre le Bullet Club. Le 24 juillet, à Death Before Dishonor XIII, ils perdent contre The Briscoe Brothers. Le 22 août, lors de Field of Honor 2015, ils font équipe avec The Kingdom et perdent contre ACH, Matt Sydal et The Young Bucks.
Lors de ROH 15th Anniversary Show, ils perdent contre The Broken Hardys (Jeff Hardy et Matt Hardy) dans un Las Vegas Street Fight Match qui comprenaient également The Young Bucks et ne remportent pas les ROH World Tag Team Championship. Lors de la troisième nuit de la tournée War of the Worlds, ils font équipe avec Hirooki Goto, mais ils perdent contre Bully Ray, Jay Briscoe et Mark Briscoe dans un No Disqualification Match et ne remportent pas les ROH World Six-Man Tag Team Championship.
Le 14 mai, ils font équipe avec Chuckie T et ensemble ils battent le Bullet Club (Hangman Page et The Young Bucks).
Le 3 septembre 2018 lors de ROH TV, Chucky T et Beretta battent Bully Ray & Silas Young.
Le 28 septembre lors de ROH Deah Before Dishonor, Kazuchika Okada, Tomohiro Ishii, Rocky Romero, Beretta et Chuckie T perdent par soumission contre le Bullet Club (Cody, les Young Bucks, Adam Page et Marty Scurll).

### All In (2018)
Le 1er septembre 2018 lors du show indépendant ALL IN, il perd une bataille royale déterminant le premier aspirant au ROH World Championship au profit de Flip Gordon. À cette bataille royale participait aussi Austin Gunn, Billy Gunn, Brandon Cutler, Brian Cage, Bully Ray, Cheeseburger, Chuckie T, Colt Cabana, Ethan Page, Hurricane Helms, Jimmy Jacobs, Jordynne Grace, Marko Stunt, Moose, Rocky Romero, Tommy Dreamer et Punishment Martinez.

### All Elite Wrestling (2019-...)

#### Best Friends (2019-2024)
Le 7 février 2019, ils signent officiellement avec la All Elite Wrestling. 
Le 25 mai lors du show inaugural : Double or Nothing, ils battent The Hybrid 2 (Angélico et Jack Evans). Après le combat, Orange Cassidy rejoint le clan. Le 29 juin à Fyter Fest, ils battent SCU (Frankie Kazarian et Scorpio Sky) et Private Party (Marq Queen et Isiah Kassidy) dans un 3-Way Tag Team Match, leur permettant d'entrer plus tard dans le tournoi déterminant les premiers champions du monde par équipes de la AEW. Le 31 août à All Out, ils perdent face au Dark Order (Evil Uno et Stu Grayson), n'étant pas exemptés du premier tour du tournoi pour les titres mondiaux par équipes de la AEW. 
Le 23 mai 2020 à Double or Nothing, ils rebattent Private Party (Isiah Kassidy et Marq Queen).
Le 24 décembre, il souffre d'une déchirure partielle d'un muscle pectoral et doit s'absenter pendant quelques mois.
Le 31 mars 2021 à Dynamite, il fait son retour de blessure après 3 mois d'absence, aide Orange Cassidy et Chuck Taylor à battre Miro et Kip Sabian dans un Arcade Anarchy Match, rejoint par Kris Statlander qui a attaqué Penelope Ford.
Le 26 juin, il subit une intervention chirurgicale à la nuque, et doit de nouveau s'absenter pendant des mois.
Le 8 décembre à Dynamite, après la victoire de Chuck Taylor et Rocky Romero sur les Young Bucks, il fait son retour de blessure après 4 mois et demi d'absence et attaque les adversaires de ses camarades, Adam Cole et Brandon Cutler.
Le 26 juin 2022 à Forbidden Door, Roppongi Vice ne remporte pas les titres mondiaux par équipe de la AAA, de la ROH et la IWGP, battus par FTR dans un 3-Way Winner Takes All Tag Team Match, qui inclut également The United Empire (Great-O-Khan et Jeff Cobb).
Le 19 novembre lors du pré-show à Full Gear, Chuck Taylor, Orange Cassidy, Rocky Romero, Dauhausen et lui battent The Factory (Aaron Solow, Cole Karter, Lee Johnson, Nick Comoroto et QT Marshall) dans un 10-Man Tag Team match.
Le 25 juin 2023 lors du pré-show à Forbidden Door, Chaos (Rocky Romero, Chuck Taylor et lui) et El Desperado perdent face à Mogul Embassy (Brian Cage, Swerve Strickland, Toa Liona et Bishop Kaun) dans un 8-Man Tag Team match. 
Le 27 août à All In, Eddie Kingston, Penta El Zero Miedo, Chuck Taylor, Orange Cassidy et lui battent Blackpool Combat Club (Jon Moxley, Claudio Castagnoli et Wheeler Yuta), Ortiz et Santana dans un Stadium Stampede match. La semaine suivante à All Out, il ne remporte pas la Over Bidget Battle Royal, gagnée par "Hangman" Adam Page.
Le 30 décembre à Worlds End, il ne remporte pas la Battle Royal et ne devient pas aspirant no 1 au titre TNT, gagnée par Killswitch.

#### Débuts en solo et Don Callis Family (2024-...)
Le 3 avril 2024 à Dynamite, Orange Cassidy et lui ne se qualifient pas pour la finale du tournoi qui désignera les futurs champions du monde par équipe de la AEW, battu par les Young Bucks. Après le combat, il effectue un Heel Turn en portant un Running Knee  sur l'ancien double champion International. Le 21 avril lors du pré-show à Dynasty, il bat Matt Sydal par soumission. Le 26 mai à Double or Nothing, il perd face à son ancien partenaire. Trois soirs plus tard à Dynamite, il rejoint officiellement la Don Callis Family de Don Callis.

## Palmarès
- Dragon Gate USA

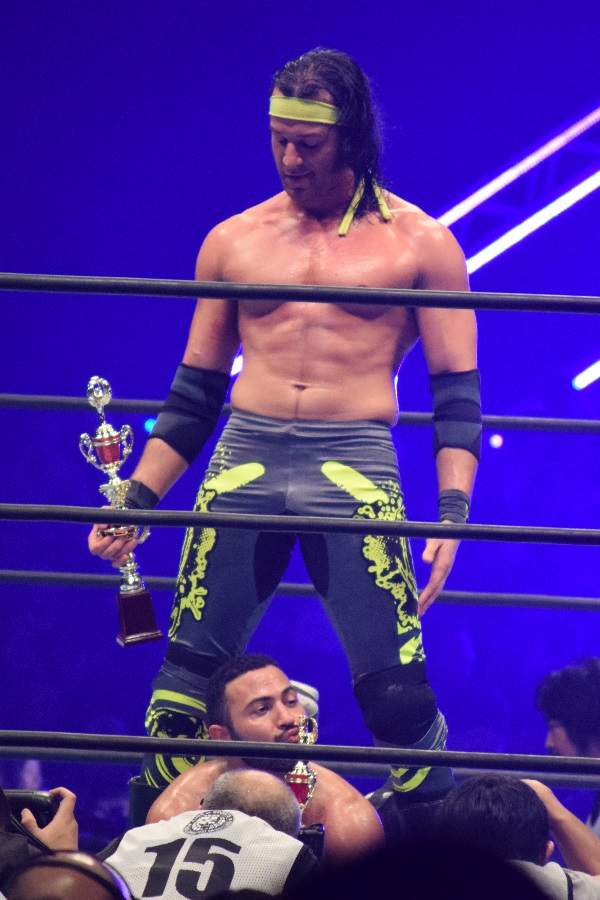
Roppongi Vice après avoir gagné le Super Jr. Tag Tournament 2016

  - 1 fois Open the United Gate Champion avec Anthony Nese et Caleb Konley
  - Six Man Tag Team Tournament (2014) avec Anthony Nese et Caleb Konley

- Empire State Wrestling
  - Ilio DiPaolo Memorial Cup (2013)

- Florida Championship Wrestling
  - 2 fois Champion par équipes avec Caylen Croft et avec Curt Hawkins

- Full Impact Pro Wrestling
  - 1 fois FIP World Heavyweight Championship

- New Japan Pro Wrestling
  - 4 fois IWGP Junior Heavyweight Tag Team Championship avec Rocky Romero
  - 1 fois NEVER Openweight 6-Man Tag Team Championship avec Toru Yano et Tomohiro Ishii
  - Super Jr. Tag Tournament (2016) avec Rocky Romero

- New York Wrestling Connection
  - 1 NYWC Heavyweight Champion
  - 2 fois NYWC Hi-Fi Champion
  - 1 NYWC Tag Team Champion avec Maverick

- Pro Wrestling Guerrilla
  - Dynamite Duumvirate Tag Team Title Tournament (2014) avec Chuck Taylor

- Westside Xtreme Wrestling
  - 1 fois WXW World Tag Team Championship avec Matt Striker

- WrestleCircus
  - 1 fois Big Top Tag Team Championship avec Rocky Romero

## Récompenses des magazines
- Pro Wrestling Illustrated

| Année | 2008 | 2009 | 2010 | 2011 | 2012 | 2013 | 2014 | 2015 | 2016 | 2017 | 2018 | 2019 | 2020 | 2021 | 2022 | 2023       | 2024 |
| ----- | ---- | ---- | ---- | ---- | ---- | ---- | ---- | ---- | ---- | ---- | ---- | ---- | ---- | ---- | ---- | ---------- | ---- |
| Rang  | 483  | 451  | 154  | 172  | 221  | 287  | 200  | 105  | 107  | 91   | 191  | 231  | 222  | 215  | 270  | Non classé | 331  |

- Wrestling Observer Newsletter

| # | Résultat | Adversaire                          | Évènement        | Date              | Durée | Lieu                                 | Notes                                                                       |
| - | -------- | ----------------------------------- | ---------------- | ----------------- | ----- | ------------------------------------ | --------------------------------------------------------------------------- |
| 1 | Victoire | The Inner Circle (Ortiz et Santana) | AEW Dynamite #50 | 16 septembre 2020 | 13:03 | Daily's Place, Jacksonville, Floride | Il s'agit d'un Parking Lot Fight Match où il fait équipe avec Chuck Taylor. |